# Álvaro Vargas Llosa
Álvaro Vargas Llosa (* 18. März 1966 in Lima) ist ein peruanischer Schriftsteller und Publizist.

## Leben
Er wurde 1966 in Lima als Sohn des Schriftstellers Mario Vargas Llosa und dessen Frau Patricia Llosa geboren. Er studierte in London Geschichte. Seit dem 16. Lebensjahr betätigt er sich journalistisch in Zeitungen, Radio und Fernsehen, zunächst in Peru und anderen lateinamerikanischen Ländern und später auch in den USA und Europa. 
Álvaro Vargas Llosa ist Senior Fellow beim Think Tank ‚Independent Institute‘ in Oakland.

## Werke
- El diablo en campaña (1991)
- La contenta barbarie (1992)
- Manual del perfecto idiota latinoamericano y español (1996) (als Co-Autor)
- El exilio indomable (1998)
- Cuando hablaba dormido (1999)
- Fabricantes de miseria (2002) (als Co-Autor)
- La mestiza de Pizarro (2003)
- Rumbo a la Libertad (2005)
- The Che Guevara Myth And the Future of Liberty (2006), ISBN 1-59813-005-6